# Justin Rigali
Justin Francis Rigali (n. 19 aprilie 1935) este un cardinal american al Bisericii Romano-Catolice . El a fost al optulea arhiepiscop al Filadelfiei, funcționând anterior ca arhiepiscop de St. Louis din 1994 până în 2003. Rigali a fost ridicat la cardinalat în 2003. 
Rigali a ocupat anterior funcția de președinte al Comitetului pentru activități pro-viață al Conferinței Episcopilor Catolici din Statele Unite . 

## Tinerețe și educație
Cel mai tânăr dintre cei șapte copii, Justin Rigali s-a născut în Los Angeles, California, părinții săi fiind Henry Alphonsus și Frances Irene (născută White) Rigali.  Doi dintre frații săi au intrat și în viața religioasă ; sora sa Charlotte s-a alăturat Surorilor Sf. Iosif și fratele său Norbert fiind afiliat Iezuiților .  Rigali a urmat Holy Cross School înainte de a intra în seminarul pregătitor din Parcul Hancock în 1949  A studiat filozofia și teologia la Colegiul Los Angeles, Seminarul Our Lady Queen of Angels din San Fernando și Seminarul St. John din Camarillo .  El a fost hirotonit preot de către cardinalul James Francis McIntyre în data de 25 aprilie 1961  iar apoi a activat în Los Angeles și Downey .  
În 1961, Rigali a obținut o diplomă de licență în teologie de la Catholic University of America, unde acum este membru al consiliului de administrație . În octombrie din acel an, a intrat în divizia absolvenților de la Pontifical College North American din Roma, obținând ulterior un doctorat în drept canonic de la Universitatea Pontificală Gregoriană în 1964.  El a fost, de asemenea, asistent în primele două sesiuni (1962-1963) ale Conciliului Vatican II .  Rigali s-a întors pentru scurt timp în Statele Unite în vara anului 1964, timp în care a ocupat funcția de pastor asociat la Pomona .  Întorcându-se la Roma, a studiat apoi la Academia Pontificală Eclesiastică din 1964 până în 1966, pentru pregătirea lucrărilor sale diplomatice pentru Vatican . 

## Slujirea preoțească
Rigali și-a început serviciul în secțiunea engleză a Secretariatului de stat la 25 noiembrie 1964.  Din septembrie 1966 până în februarie 1970, a fost secretar al Nunțiaturii Apostolice în Madagascar, care a servit și ca delegație apostolică pentru insulele Réunion și Mauritius din Oceanul Indian . El a fost numit Monsenior la 11 iulie 1967. La 11 februarie 1970, Rigali a devenit director al secției de engleză a Secretariatului de Stat și traducător englez al Papei Paul al VI-lea, pe care Rigali l-a însoțit ulterior în mai multe călătorii internaționale.  
În timpul slujbei sale la secretariatul de stat, Rigali a fost și un capelan la o mănăstire carmelită și profesor la alma mater al Academiei Pontificale Ecleziastice.  El l-a însoțit pe Papa Ioan Paul al II - lea în repetate vizite pastorale internaționale, inclusiv primele două călătorii ale papei în Statele Unite în 1979 și 1987. El a fost făcut prelat de onoare al sfinției Sale la 19 aprilie 1980 și capelan magistral în Ordinul Cavalerilor din Malta la 25 octombrie 1984. 

## Cariera episcopală
La 8 iunie 1985, Rigali a fost numit președinte al Academiei Ecleziastice Pontificale și Arhiepiscop Titular al Volsinium de către Papa Ioan Paul al II-lea.  A primit consacrarea episcopală la 14 septembrie a anului următor de la Ioan Paul, asistat de cardinalii Eduardo Martínez Somalo și Achille Silvestrini în calitate de co-consacratori, în catedrala din Albano .  El a ales ca motto episcopal: Verbum Caro Factum Est, adică „Cuvântul a devenit trup” ( John 1:14 ). El a devenit membru al Ordinului Sfântului Mormânt la 13 octombrie 1986. 
Din 1985 până în 1990, pe lângă rolul său de președinte al Academiei Ecleziastice Pontificale, Rigali a ocupat o serie de funcții în cadrul Curiei Romane, ocupând funcția de secretar de stat, Consiliul pentru Afaceri Publice al Bisericii, Congregația pentru Episcopi și Consiliul Pontifical al Laicilor .  El a fost numit secretar al Congregației pentru Episcopi de către Ioan Paul al II-lea la 21 decembrie 1989; în calitate de secretar, el a fost cel de-al doilea înalt funcționar al dicasterului . Rigali a devenit ulterior secretar al Colegiului Cardinalilor în timpul pontificatului papei Ioan Paul al II-lea, la 2 ianuarie 1990, și a servit Comisia Interdicasterială Permanentă, Comisia Pontificală pentru America Latină și Congregația pentru Doctrina Credinței . În același timp, a fost angajat și în slujba pastorală la o serie de parohii și seminarii din Roma.  

### Arhiepiscop de St. Louis
În 25 ianuarie 1994, Papa Ioan Paul II l-a numit pe Rigali în poziția de al 7-lea Arhiepiscop de St. Louis, Missouri. A fost instalat de către cardinalul Bernardin Gantin, în acea perioadă Prefect al Congregației pentru Episcopi. Noul arhiepiscop a devenit membru al Cavalerilor de Columbus în 7 noiembrie 1994.
În ianuarie 1999, Rigali a găzduit vizita pastorală a lui Ioan Paul la St. Louis, singura astfel de vizită papală (fără a ține cont de opririle chiar mai frumoase pe care Ioan Paul le-a făcut în Alaska în călătorii în alte țări) într-o singură eparhie din Statele Unite în timpul pontificatului.  Se pare că Ioan Paul a decis să fie găzduit de Arhiepiscopul de St. Louis din cauza prieteniei sale strânse de multă vreme cu Rigali, din zilele ân care Rigali activa la Roma ca episcop.  
Potrivit St Louis Buisiness Journal, în timpul mandatului său de arhiepiscop al St. Louis, Rigali „a adus stabilitate financiară Arhiepiscopiei, supravegheând campaniile de capital de succes pentru a rezolva nevoile imediate și a strânge fonduri de dotare pentru viitor”. 

### Arhiepiscop de Philadelphia
Rigali a fost numit mai târziu al optulea arhiepiscop al Filadelfiei de către Papa Ioan Paul al II-lea spre sfârșitul pontificatului său, la 15 iulie 2003,  înlocuindu-l pe Anthony Bevilacqua .  Înainte de instalarea lui Rigali în Philadelphia la 7 octombrie 2003, a fost anunțat pe 28 septembrie că va fi ridicat la Colegiul Cardinalilor, privilegiu obișnuit pentru arhiepiscopii din Philadelphia. Rigali a fost creat cardinal-preot din Santa Prisca în consiliul din 21 octombrie 2003. 
Rigali a fost singurul cardinal american care a servit ca concelebrant la misa funerară din 2005 pentru Ioan Paul al II-lea. A fost, de asemenea, unul dintre alegătorii cardinali care au participat la conclavul papal în care a fost ales Papa Benedict al XVI-lea, precum și următorul conclav, cel în care a fost ales Papa Francisc . Rigali a rămas eligibil să voteze în conclave până când a ajuns la 80 de ani, la 19 aprilie 2015. 
În septembrie 2007, cardinalul a fost numit de Benedict membru al Congregației pentru Episcopi, departamentul de curie care transmite papei numele celor considerați că sunt potriviți pentru a fi numiți episcopi. 

### Administrator apostolic de Scranton
La 31 august 2009, Rigali a devenit administratorul apostolic ( sede vacante ) la Eparhia de Scranton în urma acceptării de către papă a demisiunilor episcopului Joseph Martino și a episcopului John Dougherty, episcop auxiliar de Scranton. Rigali a servit opt luni ca administrator apostolic al Eparhiei de Scranton. Delegatul său a fost Joseph Bambera, care a devenit al zecelea episcop al Scrantonului la 26 aprilie 2010, punând capăt administrării lui Scranton a lui Rigali. 

### Între administrarea Scranton și pensionare
La 16 iunie 2011 Rigali a fost numit „trimis special” al papei Benedict al XVI-lea la sărbătorile de la Prachatice din Cehia, pentru a marca 200 de ani de la nașterea sfântului Ioan Nepomuk Neumann, al patrulea episcop al Philadelphiei și, astfel, predecesorul lui Rigali. Neumann, al doilea cetățean american care a fost canonizat (după Francesca Saveria Cabrini), s-a născut la Prachatice, a venit în Statele Unite și a fost hirotonit acolo în 1836, iar în 1848 a devenit cetățean naturalizat al Statelor Unite.
La 19 iulie 2011 papa Benedict l-a numit pe arhiepiscopul Denver, Charles J. Chaput, pentru a reuși Rigali în Filadelfia.  Retragerea lui Rigali s-a produs pe fondul scandalului,  și în special „pe fondul unei dezlănțuiri a susținerilor juriului pe care l-a susținut că ține aproximativ treizeci de persoane suspectate de abuzatori în minister”.  Rigali a declarat inițial că „nu existau preoți în ministerul activ care să fi fost acuzați de abuz” înainte de a inversa cursul și de a suspenda 21 de preoți într-o singură zi, „provocând critici că ar fi trebuit să-i avertizeze pe procurori mai devreme”.  Arhiepiscopul Chaput a fost instalat pe 8 septembrie 2011.  

### Pensionare
După instalarea lui Chaput în Philadelphia, Rigali s-a retras în reședință cu Eparhia de Knoxville, Tennessee, la invitația episcopului Richard Stika, care fusese vicar general și cancelar al Arhiepiscopiei de St. Louis, când Rigali era arhiepiscop acolo.     El a activat în eparhie în timpul reședinței sale acolo.  
În decembrie 2013, când Papa Francisc a revizuit calitatea de membru al Congregației pentru Episcopi, Rigali, atunci având 78 de ani, s-a retras și nu a fost numit din nou. 
Cel puțin din noiembrie 2015, Rigali a participat și la unele activități în Eparhia din Nashville . 

### Controverse privind manipularea scandalurilor de abuz sexual
În timp ce Rigali s-a retras, The New York Times a difuzat un articol cu titlul „În Philadelphia, o schimbare a gărzii în umbra scandalului”; articolul se referea la „norul care atârnă de moștenirea cardinalului Rigali - manipularea sa greșită a scandalului de abuz”.  În septembrie 2015, grupul catolic Whistleblowers, o organizație de preoți, călugărițe și avocați canonici care pledează în numele victimelor abuzurilor sexuale ale clerului, l-a solicitat pe Papa Francisc, cu puțin timp înainte de vizita sa în Statele Unite, pentru a investiga tratamentul lui Rigali pentru abuzul sexual asupra copiilor victime și familiilor lor, împreună cu dosarul cardinalului Raymond Leo Burke . 
În 2007, un fost elev al liceului catolic a apelat la o linie telefonică de abuz sexual pentru a raporta că a fost molestat în mod repetat de Michael J. Bransfield — atunci profesor la Lansdale Catholic High School din Pennslyvaia — în anii 1970, cu zeci de ani înainte ca Bransfield să devină episcop de Wheeling-Charleston, Virginia de Vest.  Rigali, în calitate de arhiepiscop al Filadelfiei, a soluționat plângerea, iar în octombrie 2009 a declarat că acuzațiile nu sunt fondate și nu a luat nicio măsură împotriva lui Bransfield.  La vremea respectivă, Bransfield a menținut relații amicale cu membrii ierarhiei bisericii din Philadelphia, oferindu-i lui Rigali un cadou de 1.000 de dolari în 2011 și alte cadouri în bani altor clerici superiori ai arhiepiscopiei Philadelphiei, inclusiv Monseniorului Timothy C. Senior, vicarul clerului.  Bransfield a fost ulterior forțat să renunțe la episcopatul de Wheeling-Charleston în 2018, deoarece a fost examinat pentru o serie de acuzații de abuz sexual și improprietatere financiară pe tot parcursul mandatului său.  Acuzatorul lui Bransfield a spus că Rigali și alți oficiali „arătau în alt mod” și nu au reușit să-l informeze despre tratarea bisericii despre plângerea sa.  

## Viziuni

### Căsătoria gay
În iunie 2006, Rigali a călătorit la Casa Albă împreună cu arhiepiscopul John J. Myers din Newark și cardinalul Seán Patrick O'Malley din Boston pentru a participa la o conferință de presă a președintelui american George W. Bush pentru a susține o inițiativă de modificare constituțională în Statele Unite Senatul care interzice uniunile sau căsătoriile gay . 

### Avortul
În calitate de președinte al Conferinței Pro-Life a Episcopilor Catolici din Statele Unite ale Americii, el a remarcat în timpul mitingului pro-viață anual de la Washington, DC, în ianuarie 2007, că „există motive de bucurie” în cauza pro-viață: participarea în masă a tinerilor și conștientizarea accentuată a sensibilității morale intense și în creștere a problemei dintre ei, vor avea în cele din urmă o contribuție la problemele societale. El a aprobat public Legea de susținere a femeilor însărcinate, pe care a elogiat-o pentru că a oferit „un temei comun autentic” care „va dovedi multe tipuri de sprijin care afirmă viața femeilor însărcinate și a copiilor lor nenăscuți”.    

### Cercetarea celulelor stem
În martie 2009, el a descris poziția președintelui Barack Obama în cazul afirmațiilor lui George W. Bush privind restricțiile  cercetării celulelor stem embrionare ca „o victorie tristă a politicii peste știință și etică.“  

### Hirotonirea femeilor
În aprilie 2009, el a denunțat ceremonia de hirotonire a două femei în Roxborough, numind-o „pseudo-hirotonire” care „denigrează adevărul încredințatde Hristos Bisericii”. 

## Caritate
Este un membru onorific al consiliului Wings of Hope din St. Louis, Missouri, cu sediul în Missouri. 

## Linkuri externe
- PodBean: Cardinalul Justin Rigali - Podcast
- Eparhia Romano-Catolică din Knoxville: Oficiul Cardinalului Rigali Arhivat în 28 ianuarie 2020, la Wayback Machine.
- Eparhia Romano-Catolică din Knoxville: Arhiva Tag-urilor: Cardinalul Justin Rigali Arhivat în 28 ianuarie 2020, la Wayback Machine.
- „Rigali Card. Justin Francis”. Holy See Press Office. Arhivat din original la 4 septembrie 2017. Accesat în 26 noiembrie 2017.